# Rozalija Galijewa
Rozalija Ilfatowna Galijewa (ros. Розалия Ильфатовна Галиева; ur. 5 września 1977 w Olmaliqu) – gimnastyczka, dwukrotna medalistka olimpijska.
Brała udział w dwóch igrzyskach (IO 92 - w barwach Wspólnoty Niepodległych Państw, IO 96 – jako reprezentantka Rosji), na obu zdobywała medale w drużynie, w 1992 złoto, w 1996 srebro. Jako urodzona na terenie dzisiejszego Uzbekistanu reprezentowała również barwy tego kraju, by od 1995 startować dla Rosji – poza medalem igrzysk zdobyła również złoto (równoważnia) i srebro (drużyna) na mistrzostwach Europy w 1996 oraz dwa medale (złoto w drużynie i brąz na równoważni) letniej uniwersjady rok później. W 1991 była mistrzynią świata w drużynie jeszcze w barwach ZSRR.